# Alla tiders Melodifestival
Alla tiders Melodifestival var en galashow till 50-årsjubileet för Eurovision Song Contest och Sveriges uttagning till Melodifestivalen. Den filmades på Cirkus i Stockholm den 21 mars 2005 och visades i SVT1 den 8 april samma år. De tio sångerna valdes genom röstning online och genererade pengar till Världens barn.
Den svenske konstnären Ernst Billgrens specialdesignade statyett Den stora sångfågeln delades ut till de tidigare vinnarna. Programledare var Kattis Ahlström och Christer Björkman.

## Sånger[4]
| Position i omröstning | Sång                          | Årtal, resultat | Originalframförare | Framförare vid galan                               |
| --------------------- | ----------------------------- | --------------- | ------------------ | -------------------------------------------------- |
| 1                     | Waterloo                      | 1974, 1         | Abba               | Carola Häggkvist & Marit Bergman                   |
| 2                     | Främling                      | 1983, 1         | Carola Häggkvist   | Sophie Rimheden & Håkan Lidbo                      |
| 3                     | Diggi-loo diggi-ley           | 1984, 1         | Herreys            | Viktoria Tolstoy                                   |
| 4                     | När vindarna viskar mitt namn | 2000, 1         | Roger Pontare      | Roger Pontare & Hammerfall                         |
| 5                     | Det gör ont                   | 2004, 1         | Lena Philipsson    | Darin                                              |
| 6                     | Stad i ljus                   | 1988, 1         | Tommy Körberg      | Cyndee Peters                                      |
| 7                     | Michelangelo                  | 1975, 5         | Björn Skifs        | Wilmer X                                           |
| 8                     | Tusen och en natt             | 1999, 1         | Charlotte Perrelli | Rikard Wolff                                       |
| 9                     | Fångad av en stormvind        | 1991, 1         | Carola Häggkvist   | Méndez                                             |
| 10                    | Symfonin                      | 1990, 10        | Loa Falkman        | Lizette Pålsson, Annika Ljungberg, Sara Nordensson |